# Asociación Internacional de Lengua y Literatura Catalanas
La Asociación Internacional de Lengua y Literatura Catalanas (en catalán: Associació Internacional de Llengua i Literatura Catalanes, AILLC) es una organización que tiene la finalidad de reunir a todos cuantos se interesen por la lengua y la literatura catalanas, así como fomentar las diversas manifestaciones de la cultura de expresión catalana. Se creó oficialmente en Cambridge en 1973, aunque el origen fue la celebración en Estrasburgo de un coloquio sobre lingüística catalana en 1968; coloquio que fue organizado por Georges Straka, con Antoni Badia i Margarit, en el "Centre de Philologie Romane" de la Universidad de Estrasburgo. Debido a la coyuntura política, no fue legalizada en España, sino que tiene la sede teórica en Ámsterdam y fue reconocida de buen grado por la reina de los Países Bajos.
La AILLC organiza cada tres años un coloquio internacional sobre temas relacionados con la filología catalana y  publica las actas; desde 1978 los coloquios se celebran alternativamente en una ciudad del dominio lingüístico catalán y en una de fuera. La AILLC también publica semestralmente desde 1980 la revista Estudios de lengua y literatura catalanas, con ayuda de la Fundación Congreso de Cultura Catalana y conjuntamente con las otras asociaciones.

## Coloquios
Los coloquios se han celebrado en Estrasburgo (1968), Ámsterdam (1970), Cambridge (1973), Basilea (1976), Andorra la Vieja (1979), Roma (1982), Tarragona (1985), Toulouse (1988), Alicante (1991), Fráncfort del Meno (1994), Palma de Mallorca (1997), París (2000), Gerona (2003), Budapest (2006), Lérida (2009), Salamanca (2012), Valencia (2015), Bucarest (2018) y el próximo se realizará en Vich (2021).
El 2005 participó en la fundación de la Federación de Catalanística con otras organizaciones de catalanística de todo el mundo como la Sociedad Catalana de Norteamérica, la Association Française des Catalanistes, la Associazione Italiana di Studi Catalani y el Deutscher Katalanistenverband.

## Presidentes
- Antoni Badia i Margarit (1973-1976)
- Germà Colón (1976-1982)
- Arthur Terry (1982-1988)
- Giuseppe Tavani (1988-1994)
- Joan Veny Clar (1994-2000)
- Albert Hauf (2000-2006)
- Kálmán Faluba (2006-2012)
- Antoni Ferrando y Francés (2012-2018)
- Beatrice Schmid (2018-)